# リア・タジリ
リア・タジリ（Rea Tajiri、1958年 - ）は、アメリカ合衆国の映画監督・映像作家である。日系人の強制収容をテーマとした1991年のドキュメンタリー映画『歴史と追憶』(History and Memory: For Akiko and Takashige)で知られる。

## 若年期
タジリは1958年にイリノイ州シカゴで生まれた。タジリ（田尻）家は田尻氏の末流の佐賀藩の士族の家であった。タジリの両親は日系二世で、父ヴィンセントは『プレイボーイ』誌の初代写真編集長だった。叔父のシンキチ・タジリ（田尻慎吉）は、アメリカで生まれオランダに帰化した彫刻家である。
タジリはカリフォルニア芸術大学(CalArts)に入学し、BFA（芸術学士）とMFA（芸術学修士）を取得した。1979年にニューヨークに移り、ビデオアートの芸術団体「ザ・キッチン」に関わった。

## キャリア
タジリの映像作品は、1989年、1991年、1993年のホイットニー・ビエンナーレで展示された。また、ニュー・ミュージアム・オブ・コンテンポラリー・アート、ニューヨーク近代美術館、ソロモン・R・グッゲンハイム美術館、ウォーカー・アート・センター、パシフィックフィルムアーカイブでも展示されている。タジリは2015年にピュー芸術フェローシップに選出されている。
1991年の作品『歴史と追憶』(History and Memory: For Akiko and Takashige)は、日本からアメリカ合衆国に渡り、第二次世界大戦中に強制収容された自身の祖父母の歴史をたどる個人的なエッセイ・ドキュメンタリーである。この作品は1991年のホイットニー・ビエンナーレで初めて公開され、国際ドキュメンタリー協会から優秀功績賞を受賞した。このほか、1992年のサンフランシスコ国際映画祭の新映像部門で審査員特別賞を、1992年のアトランタ映画祭で最優秀実験映像賞を受賞した。
1993年には、パット・サンダースと共同で、日系アメリカ人の公民権運動家ユリ・コウチヤマを取り上げたドキュメンタリー"Yuri Kochiyama: Passion for Justice"（ユリ・コウチヤマ: 正義への情熱）を制作した。
タジリは、日系カナダ人の作家ケリー・サカモトと協力して、1970年代のシカゴを舞台とした日系アメリカ人少女の成長物語である『ストロベリー・フィールズ』の脚本を執筆した。この作品は、アメリカ公共放送社(CPB)、国立芸術基金(NEA)、ITVSが出資し、スージー・ナカムラ、ジェームズ・シー、クリス・タシマ、タカヨ・フィッシャーの出演により1994年に撮影された。1997年に完成し、同年のサンフランシスコ国際アジア系アメリカ人映画祭とロサンゼルス映画祭で公開された。この作品は第54回ヴェネツィア国際映画祭でも上映され、福岡アジア映画祭ではグランプリを獲得した。
タジリは、テンプル大学演劇学部准教授としてドキュメンタリー制作を教えている。2023年、認知症の母親を16年間介護した経験に基づくドキュメンタリー"Wisdom Gone Wild"（野生の知恵）を制作した。

## フィルモグラフィ
- Hitchcock Trilogy（1987年、監督）
- Off Limits（1988年、監督）
- History and Memory: For Akiko and Takashige（1992年、監督）
- Yuri Kochiyama: Passion for Justice（1993年、監督、制作）
- Strawberry Fields（1997年、監督、制作、脚本）
- Little Murders（1999年、監督）
- Aloha（2000年、監督）
- Robot Stories（2003年、出演）
- Lordville（2014年、監督）